# (164294) 2004 XZ130
(164294) 2004 XZ130 es un asteroide Atira, es decir, su órbita está totalmente contenida en el interior de la órbita de la Tierra.
Fue descubierto el 13 de diciembre de 2004 por David J. Tholen desde el Observatorio Mauna Kea, Hawái, Estados Unidos.